# ثابت آپری
در ریاضیات، ثابت آپری برابر حاصل جمع وارون توان‌های سه (مکعبات) اعداد طبیعی است. این ثابت را می‌توان بر پایه تابع زتای ریمان به شکل زیر نمایش داد:
{\displaystyle {\begin{aligned}\zeta (3)&=\sum _{n=1}^{\infty }{\frac {1}{n^{3}}}\\&=\lim _{n\to \infty }\left({\frac {1}{1^{3}}}+{\frac {1}{2^{3}}}+\cdots +{\frac {1}{n^{3}}}\right)\end{aligned}}}
مقدار تقریبی آن برابر است با:
```
۱٫۲۰۲۰۵
۶۹۰۳۱
۵۹۵۹۴
۲۸۵۳۹
۹۷۳۸۱
۶۱۵۱۱
۴۴۹۹۹
۰۷۶۴۹
۸۶۲۹۲
```

این ثابت به نام راجر آپری ریاضیدان فرانسوی نامگذاری شده‌است که در ۱۹۷۸ ثابت کرد این عدد، عددی گنگ است.

## ارقام شناخته‌شده
تعداد ارقام شناخته‌شده این ثابت بر حسب تاریخ محاسبه به این ترتیب است:
| تاریخ        | تعداد ارقام اعشار | محاسبه‌گر          |
| ------------ | ----------------- | ----------------- |
| ۱۷۳۵         | ۱۶                | اویلر             |
| نامعلوم      | ۱۶                | لژاندر            |
| ۱۸۸۷         | ۳۲                | استیلتیس          |
| ۱۹۹۶         | ۵۲۰۰۰۰            | فی و پلوف         |
| ۱۹۹۷         | ۱۰۰۰              | هیبل و پاپانیکلاو |
| مه ۱۹۹۷      | ۱۰۵۳۶۰۰۶          | دمیکل             |
| فوریه ۱۹۹۸   | ۱۴۰۰۰۰۷۴          | ودنیوسکی          |
| مارس ۱۹۹۸    | ۳۲۰۰۰۲۱۳          | ودنیوسکی          |
| ژوئیه ۱۹۹۸   | ۶۴۰۰۰۰۹۱          | ودنیوسکی          |
| دسامبر ۱۹۹۸  | ۱۲۸۰۰۰۰۲۶         | ودنیوسکی[۱]       |
| سپتامبر ۲۰۰۱ | ۲۰۰۰۰۱۰۰۰         | کوندو و گوردون    |
| فوریه ۲۰۰۲   | ۶۰۰۰۰۱۰۰۰         | کوندو و گوردون    |
| فوریه ۲۰۰۳   | ۱۰۰۰              | دمیکل و گوردون[۲] |
| آوریل ۲۰۰۶   | ۱۰۰۰۰             | کوندو و پاگلیارلو |
| ژانویه ۲۰۰۹  | ۱۵۵۱۰۰۰۰          | یی و چان[۳]       |
| فوریه ۲۰۰۹   | ۳۱۰۲۶۰۰۰          | یی و چان[۳]       |
| سپتامبر ۲۰۱۰ | ۱۰۰۰۰۰۰۰۱۰۰۰      | یی[۴]             |
| سپتامبر ۲۰۱۳ | ۲۰۰۰۰۰۰۰۱۰۰۰      | ستی[۴]            |
| اوت ۲۰۱۵     | ۲۵۰۰۰۰            | واتکینز[۴]        |
| دسامبر ۲۰۱۵  | ۴۰۰۰۰۰            | ناگ [۵]           |
| اوت ۲۰۱۷     | ۵۰۰۰۰۰            | واتکینز[۴]        |
| مه ۲۰۱۹      | ۱۰۰۰              | کاترس[۶]          |
| ژوئیه ۲۰۲۰   | ۱۲۰۰۰۰۰۱۰۰        | کیم[۷][۸]         |